# Asthenodipsas
Asthenodipsas är ett släkte av ormar som ingår i familjen Pareatidae.
Släktets medlemmar är med en längd mellan 45 och 90 cm små till medelstora ormar med en smal kropp. De förekommer på Borneo, Sulawesi och på andra öar i Sydostasien. Individerna vistas främst i regnskogar och äter snäckor. Honor lägger ägg. Amerikanska ormar av släktet Dipsas har ett liknande utseende och levnadssätt. Båda taxa är däremot inte nära släkt med varandra.
Arter enligt Catalogue of Life:
- Asthenodipsas laevis
- Asthenodipsas malaccanus
- Asthenodipsas vertebralis

The Reptile Database listar ytterligare två arter:
- Asthenodipsas lasgalenensis
- Asthenodipsas tropidonotus